# 東京医療保健大学女子バスケットボール部
東京医療保健大学女子バスケットボール部（とうきょういりょうほけんだいがくじょしバスケットボールぶ）は、関東大学女子バスケットボール連盟に所属する東京医療保健大学の女子バスケットボールチームである。

## 概要
2006年に創部。
後に女子日本代表のヘッドコーチとなる恩塚亨ヘッドコーチの指導によりチームは短期間で強豪へと駆け上がった。
2012年に全日本大学バスケットボール選手権大会（インカレ）に初出場。
2014年の第66回全日本大学バスケットボール選手権大会では3位、2016年の第68回全日本大学バスケットボール選手権大会では準優勝にそれぞれ輝き好成績を残す。
2017年の第69回全日本大学バスケットボール選手権大会で初優勝。翌2018年の第70回全日本大学バスケットボール選手権記念大会でも優勝を果たし連覇。それ以降も連覇を伸ばし続け2022年の第74回全日本大学バスケットボール選手権大会に至るまでインカレ6連覇中。
また2022年の第89回皇后杯全日本バスケットボール選手権大会では新潟アルビレックスBBラビッツやシャンソンVマジックといったWリーグのチームに勝利しベスト8に輝くという快進撃を見せた。

## 主な卒業生
- 水野菜穂
- 津村ゆり子
- 岩崎ゆみこ（現在女子競輪選手）
- 永田萌絵
- 藤本愛妃
- 平末明日香
- 赤木里帆
- 木村亜美
- 三好青花
- 林真帆
- 岡本美優
- 古木梨子
- 池松美波
- 中澤梨南
- 洪潤夏
- 松本新湖
- イベ・エスター・チカンソ
- 島村きらら